# كارلا بلاك
كارلا بلاك (بالإنجليزية: Karla Black)‏ هي فنانة تنصيبية بريطانية، ولدت في 1972 في Alexandria, West Dunbartonshire ‏ في المملكة المتحدة.